# Морски живот със Стив Зису
Морски живот със Стив Зису е четвъртият пълнометражен филм на американския режисьор Уес Андерсън и прави премиерата си на Коледа 2004 година. Филмът е едновременно пародия и отдаване на почит на френския морски офицер и океанограф Жак-Ив Кусто, на когото филмът е посветен.
Филмът е знаснет в Неапол, Понца и други дестинации от италианската ривиера.

## Сюжет
Внимание:  Текстът по-долу разкрива сюжета на произведението (или части от него)!
Стив Зису (Бил Мъри) е широко известен океанограф, който заедно с екипа си се отправя на експедиция в търсене на мистичната и може би несъществуваща вече ягуарова акула, която е убила партньора на Стив по време на едно от последните му приключения.
Към екипът освен това се присъединяват и млад помощник-пилот (Оуен Уилсън), красива журналистка (Кейт Бланшет), която има за задача да напише статия за Зису, както и неговата съпруга Елинор (Анжелика Хюстън).
По време на пътуването им се случват многобройни приключения, включително среща с пирати, отвличане и фалит.